# Magnolia jardinensis
Magnolia jardinensis är en magnoliaväxtart som beskrevs av M.Serna, C.Velásquez och Cogollo. Magnolia jardinensis ingår i släktet Magnolia och familjen magnoliaväxter. Inga underarter finns listade i Catalogue of Life.

## Bildgalleri

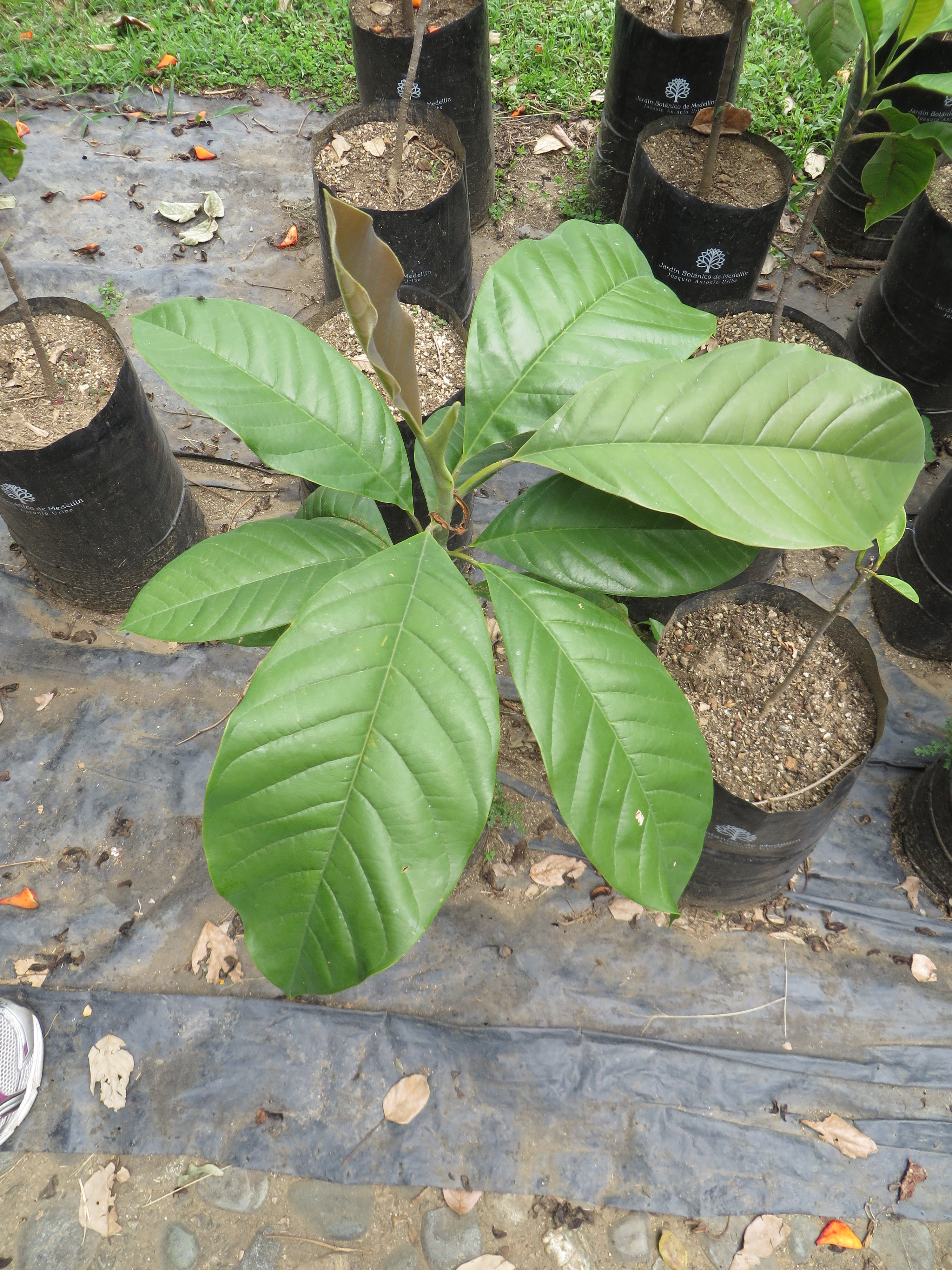